# Ivan Sytin
Ivan Dmitrievitj Sytin (Ryska: Иван Дмитриевич Сытин), född 1851 i Gnezdnikovo, Kostroma oblast, nuvarande Ryssland, död 1934, var en rysk tidningsförläggare. Han grundade det största förlaget i Ryssland åren före ryska revolutionen. Sytin blev känd som den största förläggaren av ryska böcker, tidningar och redaktör för Rysslands största dagstidning på den tiden, Russkoye Slovo (svenska: Ryska Ord).

## Biografi
Sytin växte upp med två fattiga bönder som föräldrar och kom endast att gå i skola i två år. Vid fjorton års ålder följde han regelbundet med sin farbror till marknaden i Nizjnij Novgorod för att sälja päls och när han var femton blev han lärling till en tryckpress-handlare och jobbade för denna tills han vid 25 års ålder fick hjälp med att starta sitt eget företag. Samma år gifte han sig med dottern till en kock som kom att bli avgörande för hans framgång.
Han öppnade en egen bokaffär 1883 och byggde upp en förmögenhet på att sälja miljontals almanack-liknande kalendrar, affischer och små sagor till lantbrukare på landsbygden. Dessa var billiga och attraktivt illustrerade. Hans namn blev känt bland de intellektuella kretsarna då han 1884 började publicera böcker av Leo Tolstoj. Sytin började sedan publicera böcker riktade till välutbildade läsare, skolböcker, barnböcker och encyklopedier. Han investerade i tyska tryckpressar som minskade kostnaderna för böckerna och blev kallad "amerikansk" för att ha satsat på den senaste teknologin som effektiviserade produktionen.
1894 började Sytin publicera tidningen Ryska Ord, enligt Sytin på Anton Tjechovs bevåg. Tidningen kom sedan med kompetenta skribenter och journalister bli den mest populära liberala tidningen i Ryssland. Då tsarregimen minskade censuren under sista delen av styret behöll Sytin sin förmögenhet genom hela första världskriget. Sytin blev erbjuden att publicera böcker för den bolsjeviska regimen av Vladimir Lenin 1917, men efter densammas död 1924 blev Sytin anklagad av att vara kapitalist och förkastades av regeringen. Sista delen av sitt liv tillbringade han i Moskva under en ensam och dyster tillvaro.